# Ведепо, Джо
Джо Ведепо (англ. Joe Vedepo; 1 января 1983, Айова-Сити) — американский боец смешанного стиля, представитель средней и полутяжёлой весовых категорий. Выступает на профессиональном уровне начиная с 2005 года, известен по участию в турнирах таких бойцовских организаций как UFC, Bellator, League S-70 и др.

## Биография
Джо Ведепо родился 1 января 1983 года в городе Айова-Сити, штат Айова. Во время обучения в школе активно занимался борьбой, имел некоторые успехи в своей возрастной группе, однако был трудным ребёнком и из школы его отчисли. Не имея возможности продолжить карьеру в борьбе, решил попробовать себя в ММА и приступил к подготовке.
На профессиональном уровне Ведепо дебютировал в смешанных единоборствах в ноябре 2005 года, своего первого соперника Джесси Леннокса победил единогласным решением судей. Преимущественно дрался в штате Айова, в течение первых двух с половиной лет одержал шесть побед подряд. Первое в карьере поражение потерпел в апреле 2005 года техническим нокаутом от бразильца Мариу Миранды. Затем одержал ещё две победы и благодаря череде удачных выступлений привлёк к себе внимание крупнейшего американского промоушена Ultimate Fighting Championship.
Ведепо пригласили принять участие в седьмом сезоне бойцовского реалити-шоу The Ultimate Fighter, однако по неизвестным причинам он отказался. Всего в UFC он провёл два поединка и оба проиграл: сначала был нокаутирован итальянцем Алессио Сакарой, потом потерял сознание в «гильотине» соотечественника Роба Киммонса. В августе 2010 года должен был драться на UFC 118 против Джеральда Харриса, заменив травмировавшегося Алессио Сакару, тем не менее, впоследствии этот бой убрали из карда турнира, и Ведепо вскоре покинул организацию.
Покинув UFC, в течение нескольких последующих лет Джо Ведепо дрался в различных менее престижных промоушенах. Так, в начале 2010 года буквально за несколько дней до начала турнира он согласился принять участие в гран-при тяжеловесов ZT Fight Night: Heavyweights Collide в Лондоне — благополучно прошёл соперников по четвертьфинальной и полуфинальной стадиям, но в полуфинале сломал руку и не смог выйти на финальный поединок против Роба Бротона. В 2011 году выступил на турнире League S-70 в России, где единогласным решением судей уступил российскому самбисту Дмитрию Самойлову.
Имея в послужном списке тринадцать побед и пять поражений, в 2012 году Ведепо подписал контракт с другой крупной американской организацией Bellator MMA и дебютировал здесь с победы над Майком Бернхардом с помощью необычного удушающего приёма с использованием голени, который с тех пор часто называют его именем — «удушение Ведепо». Далее потерпел три поражения подряд и три боя выиграл. Последний раз дрался в Bellator в ноябре 2014 года, когда техническим нокаутом проиграл Мухаммеду Лавалю.
После довольно длительного перерыва в июне 2016 года вернулся в ММА и занёс в послужной список очередной победный поединок.

## Статистика в профессиональном ММА
| Боёв 27  | Побед 18 | Поражений 9 |
| -------- | -------- | ----------- |
| Нокаутом | 7        | 5           |
| Сдачей   | 8        | 2           |
| Решением | 2        | 2           |
| Другие   | 1        | 0           |

| Результат | Рекорд | Соперник         | Способ                         | Турнир                                                    | Дата             | Раунд | Время | Место                  | Примечание                           |
| --------- | ------ | ---------------- | ------------------------------ | --------------------------------------------------------- | ---------------- | ----- | ----- | ---------------------- | ------------------------------------ |
| Победа    | 18–9   | Эдди Лареа       | Сдача (удушение сзади)         | Revolution Cage Combat                                    | 11 июня 2016     | 1     | 3:33  | Айова-Сити, США        |                                      |
| Поражение | 17–9   | Мухаммед Лаваль  | TKO (удары руками)             | Bellator 131                                              | 15 ноября 2014   | 3     | 0:39  | Сан-Диего, США         | Бой в полутяжёлом весе.              |
| Победа    | 17–8   | Дейвин Кларк     | TKO (удары руками)             | Bellator 129                                              | 17 октября 2014  | 3     | 2:27  | Каунсил-Блафс, США     |                                      |
| Победа    | 16–8   | Кортес Коулман   | Решение большинства            | Bellator 121                                              | 6 июня 2014      | 3     | 5:00  | Такервилл, США         |                                      |
| Победа    | 15–8   | Бен Кроудер      | Вербальная сдача (травма ноги) | Bellator 117                                              | 18 апреля 2014   | 1     | 0:48  | Каунсил-Блафс, США     |                                      |
| Поражение | 14–8   | Кендалл Гроув    | Единогласное решение           | Bellator 104                                              | 18 октября 2013  | 3     | 5:00  | Сидар-Рапидс, США      | Бой в среднем весе.                  |
| Поражение | 14–7   | Эдди Ларреа      | TKO (удары руками)             | Triple A MMA 2                                            | 10 августа 2013  | 1     | 0:45  | Сидар-Рапидс, США      |                                      |
| Поражение | 14–6   | Луис Тейлор      | KO (удары руками)              | Bellator 84                                               | 14 декабря 2012  | 1     | 4:12  | Хаммонд, США           |                                      |
| Победа    | 14–5   | Майк Бернхард    | Сдача (удушение голенью)       | Bellator 80                                               | 9 ноября 2012    | 1     | 3:26  | Холливуд, США          |                                      |
| Поражение | 13–5   | Джейсон Бак      | Сдача (удушение сзади)         | Pinnacle Combat MMA 10                                    | 27 апреля 2012   | 1     | 0:43  | Дабек, США             |                                      |
| Победа    | 13–4   | Кеннет Аллен     | Сдача (удушение сзади)         | Extreme Challenge 202                                     | 28 января 2012   | 1     | 2:17  | Беттендорф, США        |                                      |
| Поражение | 12–4   | Дмитрий Самойлов | Единогласное решение           | League S-70: Россия против Бразилии                       | 5 августа 2011   | 2     | 5:00  | Сочи, Россия           |                                      |
| Победа    | 12–3   | Деннис Рид       | Сдача (рычаг локтя)            | Revolution Combat Championships 11: Cocked and Loaded     | 19 июня 2010     | 1     | 1:31  | Коламбус-Джанкшен, США |                                      |
| Победа    | 11–3   | Оли Томпсон      | TKO (удары руками)             | ZT Fight Night: Heavyweights Collide                      | 30 января 2010   | 2     | 1:24  | Хов, Англия            | Полуфинал гран-при тяжёлого веса     |
| Победа    | 10–3   | Мигель Бернард   | Сдача (рычаг локтя)            | ZT Fight Night: Heavyweights Collide                      | 30 января 2010   | 1     | 0:33  | Хов, Англия            | Четвертьфинал гран-при тяжёлого веса |
| Победа    | 9–3    | Уэбстер Фаррис   | KO (удар рукой)                | Adrenaline MMA IV                                         | 18 сентября 2009 | 1     | 0:14  | Каунсил-Блафс, США     |                                      |
| Поражение | 8–3    | Роб Киммонс      | Техническая сдача (гильотина)  | UFC Fight Night 18                                        | 1 апреля 2009    | 1     | 1:54  | Нашвилл, США           |                                      |
| Поражение | 8–2    | Алессио Сакара   | KO (ногой в голову)            | UFC Fight Night 15                                        | 17 сентября 2008 | 1     | 1:27  | Омаха, США             |                                      |
| Победа    | 8–1    | Брайан Грин      | Вербальная сдача               | MCC 14: Pride or Fate                                     | 14 июня 2008     | 3     | 4:25  | Урбандейл, США         |                                      |
| Победа    | 7–1    | Карл Келли       | Сдача (захват)                 | Pinnacle Combat: MMA                                      | 26 апреля 2008   | 1     | 1:44  | Дабек, США             |                                      |
| Поражение | 6–1    | Мариу Миранда    | TKO (удары руками)             | Carnage at the Creek 2                                    | 5 апреля 2008    | 3     | 2:38  | Шелтон, США            |                                      |
| Победа    | 6–0    | Роб Смит         | TKO (удары коленями)           | Xtreme Fighting Organization 22                           | 23 февраля 2008  | 2     | 1:17  | Кристал-Лейк, США      |                                      |
| Победа    | 5–0    | Крис Пауэрс      | Сдача (кимура)                 | Mainstream MMA: Vengeance                                 | 20 октября 2007  | 1     | 2:55  | Сидар-Рапидс, США      |                                      |
| Победа    | 4–0    | Тодд Карни       | TKO (удары)                    | Extreme Challenge 83                                      | 1 сентября 2007  | 1     | 4:34  | Риверсайд, США         |                                      |
| Победа    | 3–0    | Джереми Норвуд   | KO (удар рукой)                | Revolution Combat Championships Vol. 1: The Doctor is Out | 17 августа 2007  | 1     | 1:35  | Уэст-Либерти, США      |                                      |
| Победа    | 2–0    | Джо Уинтерфелдт  | N/A                            | Title Fighting Championships 1                            | 21 апреля 2006   | 1     | N/A   | Де-Мойн, США           |                                      |
| Победа    | 1–0    | Джесси Леннокс   | Единогласное решение           | Mainstream MMA 1: Inception                               | 18 ноября 2005   | 3     | 5:00  | Сидар-Рапидс, США      |                                      |